# Marga von Etzdorf
Margarete (Marga) Wolff gen. von Etzdorf (Spandau, 1 de agosto de 1907 – Mouslimieh em Aleppo, Síria, 28 de maio de 1933) foi uma pioneira da aviação alemã. Destacou-se como a primeira mulher a realizar um voo solo da Alemanha ao Japão cruzando a Sibéria (1931).

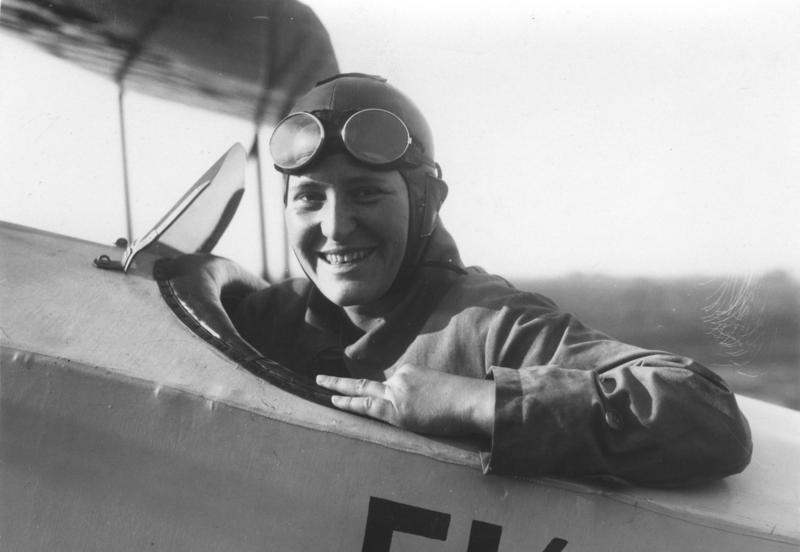
Marga von Etzdorf em seu avião, 1930.